# George Bovell
George Bovell III (Port of Spain, 18 luglio 1983) è un ex nuotatore trinidadiano.
Ai Giochi della XXVIII Olimpiade del 2004, all'Olympic Aquatic Centre di Atene, ha vinto la medaglia di bronzo nei 200 m misti, dietro alla coppia statunitense formata da Michael Phelps, che in quella gara fece il record olimpico della disciplina, e Ryan Lochte, ma escludendo dal podio un futuro primatista del mondo, l'ungherese László Cseh.
Tale medaglia è stata la dodicesima di Trinidad e Tobago ai Giochi, per lo Stato caraibico la prima nel nuoto in una competizione internazionale e l'unica della rassegna olimpica in tutte le discipline presenti a tali Giochi.
Bovell ha anche fatto da portabandiera di Trinidad e Tobago alla cerimonia d'apertura dei ventesimi Giochi del Centroamerica e dei Caraibi a Cartagena (Colombia).

## Palmarès
- Olimpiadi

Atene 2004: bronzo nei 200m misti.
- Mondiali

Barcellona 2013: bronzo nei 50m sl.
- Mondiali in vasca corta

Istanbul 2012: bronzo nei 100m misti.
- Giochi panamericani

Santo Domingo 2003: oro nei 200m sl e nei 200m misti, argento nei 100m sl e nei 100m dorso.
Rio de Janeiro 2007: bronzo nei 50m sl.
Toronto 2015: bronzo nei 50m sl.